# Сланцевий газ

Поклади сланцевого газу у світі. Звіт Американської інформаційної енергетичної агенції (U.S. EIA). Квітень, 2011:
Оцінені
Неоцінені
Країни що входять у звіт
Країни що не входять у звіт

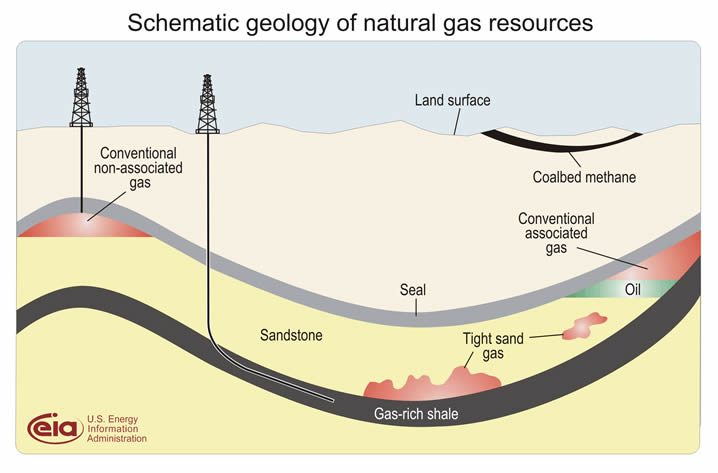
Типи природного газу: звичайний (А), сланцевий (C), газ ущільнених пісковиків (D), попутний (F) метан вугільних родовищ (G)

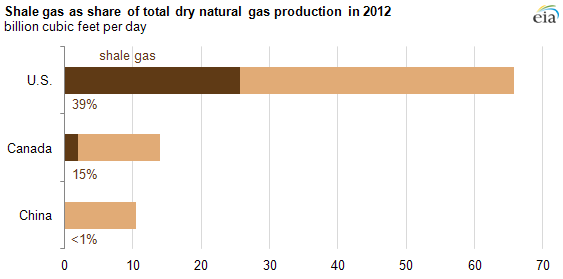
Станом на 2013 рік, США, Канада і Китай є єдиними країнами з виробництва сланцевого газу в промислових кількостях. США і Канада є єдиними країнами, де сланцевий газ є важливою складовою частиною поставки газу.

Загальна кількість природного газу бурових установок в США (в тому числі звичайних газових свердловин)

Сланцевий газ (природний) (англ. natural shale gas) — природний газ (до 95 % метану), що міститься у незначних кількостях (2-3 % об'ємних) в низькопористих і погано проникних глинисто-алевритових осадових гірських породах на глибинах від 1 до 5-6 км.
Поклади «сланцевого газу» знаходяться не у сланцях, а у низькопористих породах змішаної літології, які є одночасно і нафтогазоматеринською породою і резервуаром. Вуглеводні утворились тут же, всередині товщі і не мігрували. Експертна оцінка таких резервуарів базується на поєднанні традиційних методів діагностики (3-D сейсміка, комплексний каротаж) і фізико-петрологічному дослідженні властивостей порід.

## Назва
Сам термін «сланцевий газ» — це неправильний непрофесійний переклад англійського геологічного терміну англ. shale gas — що означає «газ з глинистих сланців», позаяк англ. shale — це аналог українського терміну глинистий сланець, а сланець (метаморфічна порода) англійською перекладається як англ. schist. Проте, завдяки журналістам і політикам покруч «сланцевий газ» — міцно закріпився у широкому вжитку не тільки в Україні але й у ряді інших країн.

## Світові запаси
За оцінкою департаменту енергетики США, обсяг «технічно видобутих» світових
запасів сланцевого газу в 41 країні світу становить понад 200 трлн м³.
Провідне місце за вилученими запасами сланцевого газу в порядку зниження займають Китай, Аргентина, Алжир, США і Канада. Станом на 2013 рік оціночні запаси технічно видобувного сланцевого газу / підтверджені запаси природного газу всіх видів (у трильйонах кубічних футів) складають: у Китаї — 1115 / 124; в Аргентині — 802 / 12; в Алжирі 707 / 159; США 665 / 318; Канаді — 573 / 68.
Росія за запасами сланцевого газу знаходиться на 9-му місці. Слід зазначити, що за порівняно з 2011 р сумарні запаси сланцевого газу в
світі збільшилися на 10 %

## Технологія видобування
Для його видобутку використовують горизонтальне буріння і гідророзрив пласту (англ. hydraulic fracturing). Аналогічна технологія видобутку застосовується і для отримання вугільного метану. Хоча сланцевий газ міститься в невеликих кількостях (0,2-3,2 млрд м³/км²), але за рахунок розтину великих площ можна одержувати значну кількість такого газу. Головна перевага сланцевого газу — близькість до ринків збуту. За попередніми підрахунками ресурси сланцевого газу у світі становлять 200 трлн.м³.

## Собівартість видобутку сланцевого газу.
За даними Міжнародного енергетичного агентства (МЕА), собівартість видобутку сланцевого газу в США у 2022 році склала близько $88,5 за 1 000 м³.
Необхідно зазначити важливий техніко-економічний параметр калорійності природних газів сланцевих порід, який приблизно у два рази нижчий калорійності природного газу традиційних нафтогазових колекторів.
На думку більшості експертів, собівартість видобутку сланцевого газу у таких країнах, як Україна, Польща і Китай буде у кілька разів вищою, ніж у США.

## В Україні
В Україні перспективними газоносними районами є Юзівська та Олеська площі. На лютий 2012 Державна служба геології та надр України оцінює перспективні запаси традиційного та нетрадиційного газу на Олеській та Юзівській газоносних площах в 7 трлн. кубометрів.
На Юзівській площі видобувні компанії планують розвідати і в перспективі видобувати газ ущільнених пісковиків — один з різновидів нетрадиційного газу. Від сланцевого цей газ відрізняється способом залягання (на глибині понад 5 тисяч метрів), а також способом видобування: для сланцевого газу буряться горизонтальні свердловини, а для газу ущільнених пісковиків — вертикальні.
Згідно з даними 2011 року, агенції EIA (англ.) обсяг досліджених і оцінених обсягів сланцевого газу в Україні становить 1,2 трлн. куб. метрів, що ставить Україну на четверте місце в Європі за обсягами резервів цього типу після Польщі, Франції та Норвегії.
За заявами (зокрема Міністра енергетики та вугільної промисловості України Ю. А. Бойка) — 5 трлн. куб. метрів:

| Через 7-10 років, за оцінками консалтингових компаній, які проводили у нас дослідження, ми перетворимося на експортера газу.[8] |
Влітку 2013 року в Харківській області розвідувальне буріння на свердловині «Біляївська-400», яке вела компанія Shell в рамках договору про спільну діяльність з ПАТ «Укргазвидобування», підтвердило наявність запасів сланцевого газу. У грудні 2013 року розпочато буріння другої свердловини в Харківській області — «Ново-Мечебилівська-100».
У березні 2015 року компанії «Shell» та «Укргазвидобування» повідомили про намір припинити дію договору про спільну діяльність, який передбачає пошук, розвідку та видобуток вуглеводнів на території Харківської області. Зокрема, йдеться про закриття свердловин «Беляївська-400» і «Ново-Мечебилівська-100». Причиною цього є те, що у процесі пошуково-розвідувального етапу робіт було встановлено, що подальша робота не є економічно доцільною.

## У США

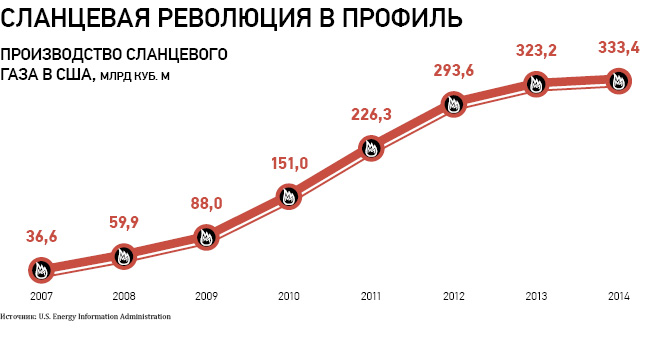
Виробництво сланцевого газу в США (2007—2014)

У США розвідані запаси сланцевого газу становлять 24 трлн м³. (технічно досяжні для видобутку — 3,6 трлн м³). Провідною корпорацією в США з видобутку сланцевого газу є Chesapeake Energy.
|  | «Використання сланцевого газу, як очікують, значно посилить енергетичну безпеку США та допоможе знизити забруднення парниковими газами» Білий Дім, Заява прес-секретаря, 17 листопада 2009 р. |

За підсумками 2009 року сланцевого газу в США видобували 14 % від всього горючого газу. Попри економічну кризу і падіння споживання в США, загальний видобуток газу збільшився на 3,7 % до 624 мільярдів кубометрів, при серйозному падінні видобутку «звичайного» газу. США вперше за останні десятиліття за обсягами видобутку обігнали Росію. Дану ситуацію головний виконавчий директор BP Тоні Гейвард назвав «тихою революцією». За його словами, ці додаткові поставки і набута США самостійність в забезпеченні газом викликали перенасичення світового газового ринку і зниження цін.
Частка вироблюваного там сланцевого газу постійно збільшується, що може привести до істотних змін в розподілі світового ринку газу між країнами. Підготовчі роботи з видобутку сланцевого газу ведуться в багатьох країнах світу. Перша газова свердловина в сланцевих пластах була пробурена в США ще в 1821 році. Ініціаторами масштабного виробництва сланцевого газу в США є Джордж П. Мітчелл і Том Л. Уорд.
У 2002 році Devon Energy вперше пробурила горизонтальну свердловину на родовищі Barnett Shale, де наприкінці 2000-х років почала масштабне промислове виробництво сланцевого газу в США.
Дослідження, проведене компанією Dixi Group, демонструє, що громадяни США здебільшого ставляться до видобутку сланцевого газу нейтрально або позитивно. Опитування Deloitte свідчить: 58 % американців вважають, що видобуток сланцевого газу приносить більше переваг для США, ніж ризиків. Протилежної точки зору дотримуються 19 % респондентів.
|  | «Створення нових робочих місць, інвестиції в місцевий розвиток та демонстрація найкращих практик підштовхують багатьох членів громад давати дозвіл на використання їх земель для видобутку сланцевого газу. При цьому ті, хто вже віддав свою територію під таку діяльність, підтверджують, що не помилились зі своїм рішенням» Громадськість і видобуток нетрадиційного газу: досвід США |

При цьому державна влада постійно інформує громадськість про події у сфері видобутку нетрадиційного газу. Федеральна Комісія з регулювання енергетики (Federal Energy
Regulatory Commission (FERC)) відповідає як за питання ціноутворення, так і за екологічний контроль, а також публікує усі можливі дані для ознайомлення.
У 2000 році сланцевий газ забезпечив лише 1% видобутку природного газу в США; до 2010 року він становив понад 20%, а Управління енергетичної інформації США передбачило, що до 2035 року 46% постачання природного газу в Сполучених Штатах складатиметься зі сланцевого газу.

## В Європі
Див. також Сланцевий газ в Європі

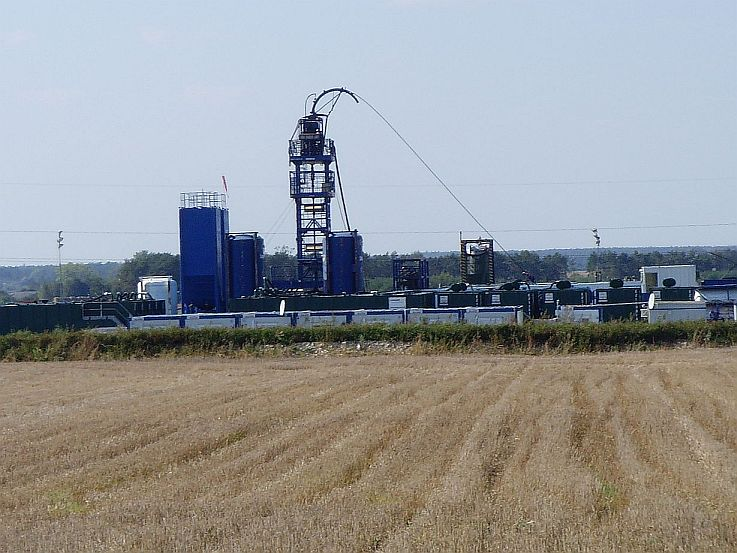
Бурова свердловина Krynica з видобутку сланцевого газу в Польщі, 2011

У Європі також є значні поклади сланцевого газу. Є дані про перспективні родовища в Австрії, Англії, Німеччині, Польщі, Угорщині, Україні, Швеції.
Польща першою з європейських держав заявила про початок буріння розвідувальних свердловин: навесні 2012 року компанія ExxonMobil пробурила дві свердловини, але визнала проект нерентабельним.
У листопаді 2012 року Європарламент більшістю голосів дав дозвіл країнам Євросоюзу на розвідку та видобування сланцевого газу. Парламентарі не підтримали пропозицію фракцій ліберальних демократів та «зелених», що закликали до мораторію та наступної заборони на європейському рівні на використання технології гідророзриву пласта.
У Франції наразі діє 5-річна заборона на використання технології гідророзриву пласта, що необхідна для видобування сланцевого газу. В той же час після рішення Європарламенту почали з'являться повідомлення про те, що Франція може зняти цю заборону.
У грудні 2012 року рішення про поновлення видобутку сланцевого газу ухвалила Велика Британія.
Того ж місяця про зміну політики країни щодо видобутку сланцевого газу заявив прем'єр-міністр Румунії Віктор Понта. У лютому дозвіл на розвідку отримала компанія Chevron.
У лютому 2013 року розвідку сланцевого газу на території Литви схвалила президент країни Даля Грибаускайте.

## Вплив на довкілля
Щодо впливу на довкілля, існують різні думки фахівців.

### Негативний вплив
Частина вчених висловлює думку, що видобуток і використання сланцевого газу може негативно вплинути на навколишнє середовище. Для технології гідророзриву для видобутку сланцевого газу можуть застосовуватися сотні хімічних речовин, які можуть проникати у водоносні
шари, річки та атмосферу.
У період між 2005 та 2009 рр. чотирнадцять провідних нафто-газових компаній США використовували понад 2500 різних продуктів для гідророзриву. Деякі з них були звичні і загалом безпечні, такі як сіль чи лимонна кислота. Але також було понад 750 різних хімічних речовин та інших компонентів. Серед цих хімічних речовин 29 видів, включаючи бензол, толуол, ксилол, формальдегід та інші, є відомими канцерогенами. Для підвищення густини води, як рідини глушіння свердловин, застосовують також хлорид цинку, який є небезпечним для довкілля.
Велика частина води, що використовували для гідророзриву, потім повертається на поверхню. Вона містить хімічні речовини зі сланцевих порід: важкі метали, природні радіоактивні матеріали та різноманітні забруднюючі речовини, що використовуються при закачуванні, включаючи токсичні речовини.
У вересні 2012 року Конгрес Міжнародного союзу охорони природи (МСОП), до якого входять понад 78 країн, 112 урядових та 735 неурядових експертних організацій, прийняв резолюцію № 118, в якій закликав держави призупинити видачу ліцензій на видобуток газу методом гідророзриву, а також заборонити його застосування поблизу родовищ питної води, у сейсмонебезпечних районах, у районах з дефіцитом води, поблизу сейсмічних розломів і на природоохоронних територіях.
Потенційну небезпеку для видобутку сланцевого газу становить також виснаження запасів прісних підземних і поверхневих вод, які забираються в процесі
буріння і експлуатації свердловин. Під час виконання гідравлічних розривів лише для однієї свердловини використовується від 9 000 до 29 000 метрів кубічних води. Велика частина води (1 300–23 000 метрів кубічних води з однієї свердловини) потім повертається на поверхню. Окрема проблема — утилізація забруднених вод, що використовували для гідравлічних розривів.
Використання природного газу має негативний вплив на зміну клімату, оскільки метан, який при цьому утворюється, є потужним парниковим газом. Існують дослідження щодо кількості парникових газів, що вивільняються під час видобутку сланцевого газу.
26 квітня 2012 року, Асахі Сімбун повідомила результати досліджень вчених Геологічної служби США, які дійшли висновку, що відбулося збільшення числа землетрусів 3 і вище балів в США. Починаючи з 2001 року, середнє число землетрусів, що сталися в рік магнітудою 3 і вище значно збільшилися, і досягло свого апогею в 2011 році, що є рекордним за минуле століття. Вчені це пов'язують зі збільшенням обсягу видобутку вуглеводнів з застосуванням гідророзриву.
Великі обсяги транспортних перевезень, використання важкої техніки, обумовлених будівництвом свердловини та її подальшою експлуатацією, а також іншими процесами, що обов'язково проходитимуть на самій свердловині та поруч з нею (завезення обладнання, обслуговування комунікацій тощо) неминуче призведуть до пошкодження ґрунту, зокрема, його родючого шару, яке, в свою чергу, може спровокувати ерозійні процеси.

### Аргументи про відсутність негативного впливу
Науковці Лондонського королівського товариства та Королівська академія технічних наук Великої Британії у липні 2012 року оприлюднили звіт, в якому стверджують, що фрекінг може бути застосований безпечно, якщо будуть використовуватись найкращі виробничі практики та ефективна регуляторна база.
Професор Роберт Мейр, Голова робочої групи, що складала звіт, зауважив: 
| «Навколо безпеки видобування сланцевого газу було багато спекуляцій, ілюстрованих прикладами з неприйнятної виробничих практики, що подекуди застосовувалася в США. Ми з'ясували, що герметичність свердловини є критично важливим компонентом безпеки, але інші поширені приводи для занепокоєння, як то виникнення землетрусів, скільки-небудь істотний вплив розповсюдження тріщин у породі чи забруднення питної води, мають надзвичайно низький ступінь ризику». |
На видобуток сланцевого газу зараз діє мораторіїв у Франції. Болгарія, натомість, в червні 2012 року частково зняла мораторій на застосування технології гідравлічного розриву пластів для видобування природного газу та нафти.
Європарламент у 2012 році дозволив видобування сланцевого газу на території країн ЄС. Розвідка та видобування дозволені у Румунії, Польщі, Литві, Великій Британії, Австралії, США, Канаді, Китаї та інших країнах світу.